# František Fuksa
František Fuksa (2. února 1859 Horní Lhotka u Chotěboře – 27. prosince 1938 Praha) byl český právník, v letech 1913–1935 ředitel Městského divadla na Královských Vinohradech (dnešního Divadla na Vinohradech).

## Studium, zaměstnání
Vystudoval gymnázium v Německém Brodě, kam docházel každý den pěšky z rodné Horní Lhotky. Stal se úředníkem a později vykonával funkci tajemníka obce v Chlumci nad Cidlinou.. V letech 1884–1915 byl ve službách města Královské Vinohrady, kde vykonával funkci ředitele městských úřadů . Od roku 1907 byl členem správního výboru Spojeného družstva Národního divadla v Praze, jeho jednatelem (1910–1924), místopředsedou (1925–1930) od roku 1931 pak jeho předsedou . Ještě ve své funkci jednatele výboru Družstva pomohl prosadit v roce 1910 u ředitele Štecha Karla Hugo Hilara do funkce režiséra Divadla na Vinohradech.

## Ředitelem v Divadle na Vinohradech

### Doba působení v divadle
Dne 4. září 1913 se dr. Fuksa stal po Václavu Štechovi třetím ředitelem Městského divadla na Královských Vinohradech a byl jím až do roku 1935, kdy z důvodu věku rezignoval a jeho nástupcem se stal JUDr. Bedřich Jahn. Za ředitelskou funkci dostával reprezentační paušál 60.000 korun ročně.

### Změny v divadle
Po nástupu dr. Fuksy do funkce ředitele se stal K. H. Hilar dramaturgem a v roce 1914 šéfem činohry . Po krizi vinohradských souborů (související s finanční situací divadla, existencí dvou souborů – činohry a opery a s požadavky členů souborů na zvýšení mezd), která vyvrcholila stávkou zpěvohry a zaměstnanců proti vedení divadla a proti uměleckému šéfovi K. H. Hilarovi byla za ředitelování dr. Fuksy rozhodnuto od sezony 1919/1920 provozovat v Městském divadle pouze činohru.
V období, kdy byl ředitelem, byla k Městskému divadlu připojena pobočná scéna – Komorní divadlo – v Hybernské ulici č. 10 (bývalý i pozdější hotel Central). Náklady na adaptaci divadla v letech 1929–1930 činily celkem 2.994.921,95 korun, přičemž dr. Fuksa přispěl z vlastních prostředků částkou 120.000 korun.

### Soubor divadla
Po Hilarově odchodu do ND v roce 1920, přijal dr. Fuksa v roce 1921 do divadla režiséra Jaroslava Kvapila, který se stal od sezóny 1921/1922 i uměleckým šéfem a přivedl si do divadla jako dramaturga Karla Čapka . V roce 1922 na protest proti odchodu předních členů souboru, režisérů Karel Dostala a Václava Vydry do Národního divadla, které jim nabídlo mnohem výhodnější podmínky, než bylo Divadlo na Vinohradech schopno poskytnout, podal ředitel Fuksa spolu s Jaroslavem Kvapilem a Karlem Čapkem demisi, kterou však později odvolali. Po odchodu režiséra Kvapila z Vinohradského divadla v roce 1928 řídil činohru přímo dr. Fuksa . V období, kdy byl Fuksa ředitelem divadla, nastoupili do vinohradského souboru noví členové, mj. Karel Vávra, Bedřich Vrbský, Ludvík Veverka, František Kovářík, František Smolík, Zdeněk Štěpánek, Jaroslav Vojta, Václav Vydra, Míla Pačová, Olga Scheinpflugová, později i Hugo Haas,
František Kreuzmann, Gustav Hilmar, Marie Bečvářová a Vladimír Řepa. K režisérům přibyli Jan Bor, Bohuš Stejskal a František Salzer. Dramaturgy se stali dr. Frank Tetauer a dr. František Langer.
Sekretářkou ředitele Fuksy byla Lila Bubelová, která byla sama i autorkou divadelních her (např. Případ Terezy Málkové, Služka, Slečna Pusta, Pohár, aj.), uváděných na scéně Divadla na Vinohradech.

## Rodina, literární tvorba
Psal články do časopisu Osvěta, Samosprávný obzor, přispíval do Ottova slovníku naučného.
S manželkou Miroslavou měl syna Jiřího. Jiří Fuksa byl hlavním podílníkem biografu Minuta, provozovaného při Komorním divadle.

## Citát
| „                  | Když už jsem se znovu zmínil o svém prvním vinohradském řediteli, doktoru Fuksovi, chtěl bych poznamenat, že je to postava v historii českého divadla zatím nedoceněná. Byl umělecky neobyčejně prozíravý, on to byl, kdo odhadl a nechal vyrůst talent Hilarův, kdo propagoval v jevištním výtvarnictví Vlastislava Hofmana. Nechal přestavět vinohradské jeviště na úplně jiný, modernější architektonický základ. Povolal Jaroslava Kvapila, který svými impresionistickými Shakespeary tvořil výrazný protipól hilarovského expresionismu v Národním divadle. Dr. Fuksovi se říkalo „starý lišák“ – zaplaťbůh za takovéhle lišáctví… A ještě něco: nepamatuji za jeho ředitelování pokutu. Měl zásadu: Umělec má právo na ohled. | “ |
| — Vladimír Hlavatý | |   |

## Osobnosti české kultury o Dr. Františku Fuksovi
František Kovářík
- Režisér Jan Bor přišel nahoru do kanceláře k panu řediteli Fuksovi a povídá: „Prosím, pane řediteli, račte se podívat do toho Komorního divadla.“ To už to Komorní, které vzniklo z Borova popudu, bylo jakž takž hotové. Sejdou dolů, vyjdou od vrátnice na chodník, Bor ukáže auto: „Račte, prosím, pane řediteli.“ Fuksa zůstane stát a řekne: „To tam nejede tramvaj?“. Doktor Fuksa byl šetrný ředitel.[19]
- Ředitel Fuksa mi prokazoval velikou čest. On neměl ve zvyku zvát si herce k sobě a chválit a gratulovat jim. Ne. Jestli byl spokojen, to jsme poznali podle toho, jak odpověděl na pozdrav. Měl mnoho rejstříků odpovědí. Nejlepší bylo, když se přívětivě podíval a ulpěl na vás pohledem. To znamenalo pochvalu. Pro mne ovšem největším potěšením bylo, když se i ve „Stilmondském starostovi“ chodil dívat na tu moji scénu do ředitelské lóže. To byla pro mne čest.[20]

Stanislav Lom
- To byl ředitel! … Byl ten Fuksův úsměv tak dobromyslný, či jen srdečně lišácký? Že měl taky jinou, bojovnou tvář, jsem poznal až mnohem později, když dr. Fuksa se domníval, že Městskému divadlu bylo ublíženo.[21]
- Ale je víc než jisté a obecně známé, že by se slavný borec K. H. Hilar nebyl udržel u divadla tak konservativních prvků vedoucích, nebýt ředitele dr. Františka Fuksy, jenž si celý ten divadelní kotel družstevní a ovšem i městský dovedl znale a umně podrobit pro větší čest svého divadla a tedy i slávu Hilarovu. Byl by za něho šel do ohně.[22]

Zdeněk Štěpánek
- Za pracovním stolem seděl starší pán s doutníkem v ruce. Vstal, velmi zdvořile a korektně mne přivítal. Podal mi ruku orámovanou kulatou, škrobenou manžetou a vybídl mne, abych se posadil. Viděl jsem ho zblízka poprvé. Byl prostřední postavy, na jeho obličeji s nevýrazným knírkem pod nosem nebylo nic pozoruhodného, kromě velmi bystrých očí, z nichž levé se občas zkoumavě přivíralo. Bylo v něm cosi lišáckého, advokátsky mazaného.[23]

Jan Port
- Ředitel právě nastoupivší, dr. František Fuksa, byl právě tak opatrný hospodář jako Štech a dovedl „pustit chlup“, jak se říkávalo, jen při výjimečných divadelních událostech, které si vymýšlel nový dramaturg a brzy nato umělecký šéf Karel Hugo Hilar.[24]

František Černý
- Fuksa, kterého prameny a literatura nepřiřazují jasně ani k staročechům, ani k mladočechům, byl moderně myslící muž, racionalista, vzdělanec, diplomat, který vlastně v pozadí řídil velký rozmach města Královských Vinohrad na rozhraní 19. a 20. století… Fuksa to také byl, kdo přišel do vedení vinohradské obce s podnětem, aby vybudovala ze svých prostředků velké divadlo.[25]
- Výbor pověřil vedením divadla JUDr. Františka Fuksu, tehdy již čtyřiapadesátiletého, který byl do provozu divadla zasvěcen už z titulu své funkce na radnici i ve výboru, a 4. září 1913 jej formálně jmenoval ředitelem. Toto rozhodnutí se ukázalo pro divadlo jako velice šťastné. Fuksa, působící v této funkci až do roku 1935, se vypracoval v jednoho z nejznamenitějších českých divadelních ředitelů.[10]

Bedřich Jahn
- Koncem prosince 1938 zemřel dlouholetý ředitel Městských divadel, čestný předseda a člen správního výboru družstva Dr. František Fuksa. Dr. Fuksa mně nebyl přátelsky nakloněn a měl jsem k němu jistý odstup pro některé jeho osobní vlastnosti, ale jeho velké zásluhy o Městská divadla jsou nepochybné, takže hojných poct, kterých se mu již za jeho života dostalo, si plně zasloužil.[26]

Otomar Korbelář
- ...Ale velmi brzy jsem se přesvědčil, že je to citlivý člověk, znalec divadla, a hlavně velký milovník divadelní múzy a dobrý ochránce i přítel nejen herců, ale i ostatních zaměstnanců divadla. O vinohradské divadlo měl nesmírné zásluhy, prý se zasadil i o jeho vybudování a nechyběl v sedmém roce 20. století u jeho otevření.[27]